# Isla Baja (del Rosario)
La isla Baja (en inglés: Low Island) es una de las islas del archipiélago de las Malvinas. Está en la bahía San Francisco de Paula, al noroeste de la isla Gran Malvina, ubicándose entre la isla del Rosario y la isla Dunbar. 
Asimismo se encuentra al norte de la península Gómez Roca y al oeste de la isla Trinidad.